# めぐろパーシモンホール
めぐろパーシモンホールは、東京都目黒区八雲にある目黒区立のホール。

## 概要
このホールは東京都立大学の跡地、めぐろ区民キャンパスの一角にあり、同じ建物の中に目黒区立八雲中央図書館、目黒区立八雲体育館などの施設がある。
- 所在地：東京都目黒区八雲1-1-1
- 交通：都立大学駅から徒歩7分

- 大ホール
  - 1200席（内車いす席14、付き添い席7）
    - 1階 658席、ただしオーケストラピット使用時は512
    - 2階 521席
- 小ホール
  - 200席（内車いす席4）

## 分館
中目黒GTプラザホール
中目黒駅の隣接施設、中目黒GT内にある。
- 所在地：東京都目黒区上目黒2-1-3
- 交通：中目黒駅すぐ
- 多目的ホール（地下1階）
  - 定員150席、スタッキングチェア使用時